# Katedra św. Magnusa w Kirkjubøur
Katedra świętego Magnusa – historyczna katedra diecezji farerskiej, największy średniowieczny zabytek na Wyspach Owczych, a także jedyny budynkiem stylu gotyckiego z tamtego okresu. Położona jest w wiosce Kirkjubøur, na wyspie Streymoy, opodal Thorshavn, stolicy archipelagu. Budynek nazywano też Múrurin, co po farersku oznacza po prostu Ściany. Oprócz katedry mieszczą się tam również dwa starsze zabytki: kościół św. Olava i Kirkjubøargarður.

## Historia
Katedrę zaczęto budować około 1300 roku, na zlecenie biskupa Erlenda, jednak nigdy jej nie dokończono. Powstała jedynie nawa główna i zakrystia natomiast w zamyśle fundatora była jeszcze wieża. Do okresu reformacji katedra była siedzibą diecezji farerskiej. Dobiciem i tak popadającej już w ruinę budowli była lawina, która zeszła z Kirkjubøkambur w 1772 roku i zniszczyła znaczną część katedry. Dziś obiekt jest chętnie odwiedzany przez turystów, którzy zechcą przybyć na Wyspy Owcze.

## Płaskorzeźby i relikty
Choć bardzo wiele pamiątek dawnego zdobnictwa ścian katedry zostało zniszczonych przez upływ czasu lub lawinę z 1772, zachowało się kilka spośród nich. Najciekawszymi są:
- Rzeźba biskupa Erlenda, który dzierży pastorał,
- Przedstawienie Haakona V, króla norweskiego z tamtego okresu,
- Płaskorzeźba przedstawiająca ukrzyżowanego Jezusa, Maryję oraz Marię Magdalenę.

Ostatnie z dzieł jest powiązane z ciekawą historią. Bardzo długo sądzono, że za ową płaskorzeźbą znajdują się relikwie Świętych należące niegdyś do katedry. Opowieść tę traktowano raczej jako mit, aż do roku 1905, kiedy odsłonięto płytę i naprawdę odnaleziono szczątki po siedmiu świętych, z których cztery rozpoznano. Miały to być: kości świętego Magnusa, świętego Torlakka, kawałek materiału z sukni Najświętszej Panienki oraz skrawek drewna z krzyża, na którym miał umrzeć Chrystus.